# Palazzo Nazionale (Addis Abeba)
Il Palazzo Nazionale, noto anche come Palazzo del Giubileo, è un palazzo situato ad Addis Abeba, in Etiopia. Residenza imperiale fino al 1974, ospita dal 1992 gli uffici e la residenza del presidente dell'Etiopia.

## Storia
Il monumentale palazzo fu costruito nel 1955 per volere di Hailé Selassié, allo scopo di celebrare il Giubileo d'Argento a 25 anni dalla sua incoronazione del 1930; l'imperatore, desideroso di modernizzare Addis Abeba ed elevarla al rango delle capitali europee, scelse come ubicazione dell'edificio un punto nodale della città, al margine sud-est del lungo viale, ribattezzato Menelik II Avenue, costruito durante il periodo coloniale italiano su disegno degli architetti Ignazio Guidi e Cesare Valle. Nel 1960 fece inoltre erigere di fronte alla struttura l'imponente Africa Hall e, dopo pochi anni, la sede del Ministero degli affari esteri e altri edifici governativi, rivolgendosi anche a progettisti stranieri.
Nel 1960, in seguito a un tentativo di colpo di Stato durante il quale furono uccisi vari ufficiali governativi nel Palazzo Guenete Leul, Hailé Selassié decise di adibire il palazzo del Giubileo a residenza imperiale.
Tra il 1966 e il 1967 l'edificio fu notevolmente ampliato.
Nel 1974 l'imperatore fu detronizzato in seguito al colpo di Stato che portò al potere la giunta militare comunista del Derg e l'edificio, ribattezzato Palazzo Nazionale, fu adibito a sede per le cerimonie ufficiali; nel parco fu inoltre realizzata una piscina.
Dopo il crollo del regime nel 1991, la struttura divenne la sede degli uffici e della residenza del Presidente dell'Etiopia.
Nel 2014 il governo decise di costruire un nuovo palazzo presidenziale e di adibire a museo il Palazzo Nazionale.

## Descrizione
Il grande palazzo sorge all'interno di un ampio parco, ricco di piante e punteggiato da fontane; sul retro si trova inoltre una piscina; all'ingresso del giardino, si erge un portale monumentale coronato da leoni.
L'edificio, caratterizzato dalla presenza di alti portici d'ordine gigante in corrispondenza degli accessi, ospita al suo interno anche un piccolo museo, che espone vari oggetti legati al regno di Hailé Selassié, tra cui corone, uniformi militari, medaglie e altre decorazioni.